# Рації й порції
Рації й порції — податок натурою (харчі для людей, паша для коней), яку мусили давати українці московському війську, що було поставлене в Україні після Полтавської битви (1709).
Збиралися у вигляді провіанту для солдатів і фуражу для коней або грошима. Їх обсяги тривалий час не були офіційно встановленими, а тому залежали від місцевих умов і потреб армії. Наприклад, у Гетьманщині козак давав порції і рації вдвічі менші, ніж посполитий. У роки неврожаїв, стихійних лих тощо уряд інколи скасовував ці збори. 1765 вони були замінені в Лівобережній Україні т. зв. рубльовим окладом (по 1 рублю з кожного оподаткованого двору).